# Adalgiso z Novary
Adalgiso żył w IX wieku. Kanonik przy kościele Św. Gaudentego w Novarze, później biskup.
W ikonografii przedstawiany jest  w stroju biskupim z atrybutem w postaci korony nawiązującej do jego pochodzenia książęcego lub królewskiego oraz księgą lub zwojem, atrybutem biskupów i teologów nawiązującym do głoszenia Słowa Bożego. 